# Русская кухня
Ру́сская ку́хня — традиционная кухня русского народа.
Природные особенности мест проживания — обширные леса и долгие зимы — обусловили многие характерные особенности традиционной русской кухни: разнообразие горячих супов и каш, квашений, мочений и солений, грибных блюд и дичи на русском столе.
Центральная роль печи в русской избе предопределила важную роль для домашнего хлеба (кислого ржаного), пирогов и пирожков, томлёных, тушёных, варёных и печёных блюд. В традиционной русской кухне, в отличие от современной, использовался один из древнейших способов жаренья, близкий к фритюру — пряжение (обжаривание в толстом, 1—2 см, слое масла).
В самом начале XX века в одобренный французскими поварами-международниками официальный перечень блюд общеевропейской ресторанной кухни было внесено несколько подлинных национальных блюд русской кухни — щи, ботвинья, борщ, рассольник, уха, солянка, а также пирожки, то есть блюда, аналогов которым в мировой кухне нет и которые в русской национальной кухне отличаются высокими вкусовыми и пищевыми качествами.
Русская кухня заметно изменилась за последние 100 лет в связи с массовой урбанизацией, разрушением многовекового сословного социального устройства, в результате революции 1917 года и многими другими историческими событиями в России. Например, во времена СССР русская кухня испытала влияние национальных кухонь союзных республик (см. советская кухня).
В начале XXI века в русской кухне существует несколько форм и направлений развития. Главным хранителем национальных традиций в питании остаётся семья, в основе современной русской кухни лежит домашняя, семейная кухня. Историческая русская кухня переживает перспективный этап восстановления забытых рецептов, традиций и навыков, массовая глобализация привела к подъёму интереса к национальным корням. В опоре на национальные традиции энергично экспериментирует креативная и оригинальная новая русская кухня. И реставраторское, и новаторское направления в русской кухне нередко бескомпромиссно конфликтуют, оставаясь при этом доступными лишь немногим избранным.

## История
Кулинарный писатель В. В. Похлёбкин выделял следующие этапы развития русской кухни:
- Древнерусская кухня (IX—XVI века).
- Кухня Московского государства (XVII век).
- Кухня петровско-екатерининской эпохи (XVIII век).
- Общерусская национальная кухня (1860-е — начало XX веков).
- Советская кухня (1917 — начало 1990-х годов).

Историк Н. И. Костомаров описал русскую кухню в «Очерке домашней жизни и нравов великорусского народа в XVI и XVII столетиях». Он отметил, что русская кухня в XVI и XVII веках основывалась на обычаях, а не искусстве, а её кушанья были просты и неразнообразны. Из-за обычая соблюдать посты, стол делился на «скоромный» и «постный». Блюда приготовлялись из мучных, молочных, мясных и растительных припасов. Хлеб употреблялся преимущественно ржаной (само слово «хлеб» означало ржаной[уточнить]). К ржаной муке могла примешиваться ячменная. Из пшеничной муки приготовлялось лакомство — калачи. Соль в мучные изделия не добавлялась. Обычной едой простого народа было толокно, приготовлявшееся из овсяного зерна методом частичной варки с последующим размолом. Из теста на ржаной или пшеничной муке готовили пироги (пряженые или подовые). Начинка пирогов была мясная, рыбная, творожная, ягодная. В начинку добавляли кашу, лапшу, яйца, грибы. Пекли также сдобный хлеб — каравай. Другие печные изделия: курник, оладьи, блины, хворост, тестяные шишки, левашники, перепечи, орешки.
Основу питания большинства населения (крестьян) составляли зерновые и овощи, из которых готовились соленья, супы, каши и хлебобулочные изделия. Из ржаной, гороховой, и овсяной муки готовили кисели, причём сладкие (современные) кисели появились лишь позднее с приходом в русскую кухню картофельного крахмала.
Традиционным являлось разнообразие супов, среди которых наиболее известными являются щи, борщ, рассольник, солянка, калья, уха, ботвинья и окрошка.
До широкого распространения картофеля (со второй половины XIX века) основным овощем служила репа.
Традиционной русской приправой и молочным продуктом является сметана, которой заправляют супы и салаты. Другим русским молочным продуктом является творог, из которого готовятся сырники.
Так как более половины дней в году были постными, когда cкоромные продукты были запрещены, в русской национальной кухне преобладали грибные и рыбные блюда, кушанья из зерна, овощей, лесных ягод и трав.
Овощи едят не только в сыром виде, но и варёными, пареными, печёными, квашеными, солёными, мочёными и маринованными.
Разнообразие каш базировалось на многообразии зерновых культур, растущих в России. Причём из каждого вида зерна делалось несколько сортов круп — от целых до дроблёных различными способами.
Рыбу готовили на пару, варили, жарили, тушили, запекали, фаршировали её различными начинками (например, из каши или грибов). Делали из неё тельное и заливное, ели её солёной, вяленой, сушёной, квашеной. Подавалась рыба и в первых блюдах: рассольниках, ухе, солянках, (селянках). Рыбу ели печёную. Икра всегда считалась особым лакомством, особенно свежая зернистая из осетра и белорыбицы. Икру употребляли не только просоленную, но и варенную в уксусе и маковом (миндальном) молоке.
Разрешённое к употреблению мясо делилось на дичину (добытое на охоте) и убоину (мясо домашнего скота и птицы). Мясо на Руси ели варёным или печёным. Варёное мясо подавалось в первых блюдах: щах, ухе, рассольниках или под взварами (соусами). Мясо запекали в печи. Принято было употреблять свинину, баранину, говядину и птицу (кур, уток, гусей). Прежде характерен для традиционной русской кухни был запрет на употребление в пищу телятины и конины (сегодня уже практически не соблюдающийся, в особенности в отношении телятины; что касается конины, то её употребление остаётся весьма ограниченным, главным образом, областями, где русские проживают совместно или чересполосно с иными народами России, традиционно употребляющими конину в пищу). Готовили и мясо дичи: оленину, лосятину, зайчатину, и мясо дикой птицы: уток, гусей, лебедей, рябчиков и перепелов.
Русский историк И. Болтин в конце XVIII века отметил характерные особенности русского стола, в том числе не только зажиточного. В сельской местности было принято четыре поры еды, а летом в рабочую пору ― пять: завтрак, или перехватка, полдник, ранее обеда, или ровно в полдень, обед, ужин и паужин. Эти выти, принятые в Центральной и Северной России, сохранялись и в Южной, но с иными названиями. Там в 6—7 часов утра снедали, в 11—12 обедали, в 14—15 полдничали, в 18—19 подвечеркивали, а в 22—23 вечеряли.
В 2022 году гастрономический путеводитель Travel Atlas поставил русскую кухню на 58-е место из 100 в рейтинге лучших кухонь мира.

## Закуски
В редьке пять еств: редечка триха, редечка ломтиха, редечка с маслом, редечка с квасом да редечка так.
До XVII века слово «закуска» употреблялось в русском языке с предлогом «для» («хлеб для закуски мяса»), с XVIII века — с предлогами «к» и «на» («закуска к пиву», «огурчик на закуску»). У русского народа издавна считалось, что основная пища должна быть горячей, поэтому закуски появились в России преимущественно на столе знати, их готовили из лёгких в усвоении и возбуждающих аппетит продуктов: квашений (огурцы, капуста, грибы), рыбных солений (провесная, солёная рыба, вяленые осетровые, лососевые и икра), мясных копчений (ветчина, буженина). Закуски в то время подавали в передней за два-три часа до обеда в количестве от одного до трёх блюд. Со временем в русской кухне выделилось три основных типа закусок: рыбные, мясные и овощные. Русское слово «закуски» вошло в международную кулинарную терминологию для обозначения закусочного стола.
Для овощных закусок в русской кухне часто употребляются овощи семейств крестоцветных (редька, а позднее редис, хрен и капуста) и лилейных (репчатый лук, черемша, чеснок), обладающие острым вкусом, резким или специфическим запахом, а также овощи, приобретающие острый вкус при квашении и засолке (огурцы, капуста и дары леса — грибы). Острые, аппетитные и полезные закуски из мелко нарезанной или тёртой редьки с растительным маслом и солью, сметаной, гусиным или утиным жиром, квасом или «по-деревенски» с мёдом в древние времена зимой и весной успешно дополняли витаминное меню. На квашение капусты, «на капустку», в русских деревнях собирались по нескольку дворов, за работой пели песни, частушки, обсуждали новости. Такие коллективные мероприятия стали прообразом современных артистических самодеятельных вечеров, капустников. Овощные салаты по образцу западноевропейских появились в русской кухне только в XIX веке и поначалу были однокомпонентными с конкретными названиями: огуречный, свекольный, картофельный, позднее появились комбинированные салаты из отваренных корнеплодов, в том числе характерный русский винегрет со свёклой. Специфическим вкусом обладают и типично русские закуски — мочёные яблоки и солёные арбузы. Типичные русские рыбные закуски — сельдь с луком, рыбное ассорти, заливная и фаршированная рыба и рыба под маринадом. В ресторанной кухне солёные острые рыбные продукты и жирную рыбу подают к охлаждённой водке, которая выступает как компонент, помогающий их усвоению. Из морепродуктов на закусочный стол в России подают чёрную и красную икру и заливных крабов. Среди популярных мясных закусок в русской кухне числятся холодец, отварной и заливной поросёнок.
На рубеже XIX—XX веков закусочный стол приблизился по времени к обеду и стал его традиционной составной частью перед подачей супов, вторых блюд и десертов. К этому времени к русским закускам добавились пироги, студень и заливное, а из европейской кухни были заимствованы крутые яйца, сливочное масло, колбасы, гусиный и печёночный паштеты и холодные соусы, бутерброды, маринованные овощи и консервированные фрукты, а также блюда из молочных продуктов и консервов. Тем самым, обилие и разнообразие холодных закусок стало одной из характерных черт русской кухни, а её закусочный ассортимент достиг уровня холодного стола, аналогичного общеевропейскому, в нём выделяются две основные группы.
В первую группу блюд русского закусочного стола входят готовые продукты (копчёные, солёные, квашеные, маринованные), не смешиваемые с другими продуктами, их подают после разделки и нарезки отдельным блюдом: копчёная солёная рыба (осетрина, севрюга, лососина), чёрная и красная икра, копчёные и варёные колбасы, ветчина, буженина, сыры, квашеная капуста, солёные и маринованные грибы и овощи (огурцы, корнишоны, чеснок, черемша), а также сливочное масло и консервы (крабы, шпроты, сардины, консервированная ветчина). Вторую группу русских закусок составляют блюда — комбинации нескольких видов продуктов: салаты (зелёные, овощные, рыбные, мясные), сельдь (в соусах, с гарнирами и приправами), рыбные холодные и заливные, языки (отварные и копчёно-варёные), ростбиф, заливные из дичи и птицы. Обязательным элементом русского холодного стола является хлеб и соответственно приготовленные заранее бутерброды — сэндвичи, канапе, а также холодные соусы и приправы.

## Первые блюда

### История
Мамочка не ро́дная,

Похлёбочка холодная,

Кабы ро́дная была,

щей горячих налила.
Хлебало-то есть, да хле́бова нет.
Хорош был суп, да без круп.
Этот суп только пучит пуп.
Первые жидкие блюда сохраняли неизменное значение на протяжении всей истории развития русской гастрономической культуры. На древнерусском этапе горячие жидкие блюда назывались хлёбовами, их готовили в горшках в печи. Самые распространённые хлёбова — щи и овощные похлёбки, а также различные мучные затирухи, заварихи, болтушки, саламаты. Жидкие блюда на бульоне, которые в отличие от щей и похлёбок не содержали овощей, именовались словом «уха», восходящим к индоевропейскому корню со значением «похлёбка, жижа» и имеющим когнаты в санскрите (уū́ṣ) и латыни (iūs}. Ушные блюда вплоть до XVII века варили не только из рыбы, но и мяса, птицы и дичи и клали в них пряностей в несоизмеримо большем количестве, чем теперь. Уха стала в конечном итоге исключительно рыбным блюдом потому, что, по мнению В. В. Похлёбкина, в таком исполнении она менее всего походила на другие русские жидкие блюда. В зависимости от набора пряностей ухи подразделялись на белые, чёрные и жёлтые. Помимо «рядовой» готовили уху с толченцами (клёцками), с тельным, щипаную (с крошеной вяленой рыбой) и раковую. По впечатлению, сложившемуся у Александра Дюма во время путешествия по России, русские сходили с ума по стерляжьей ухе.
В середине XIV века появились первые упоминания о борще. Изначально, основой супа служил борщевик, который специально выращивали в пищу. В частности, об этом упоминается в «Домострое»: «А возле тына, около всего огорода, борщу насеяти, где кропива ростет, и с весны его варити много про собя, и того в торгу не купишь, и нужному дасть Бога ради, а толке у молода человека, ино и упродастъ на иную вологу». Кроме того, автор книги упоминает, что рачительные хозяева всегда запасали борщевик впрок. Привычный рецепт борща, со свеклой в качестве основы, сформировался только к концу XVIII, когда в 1779 году Сергеем Друковцевым был опубликован первый рецепт в книге «Поваренные записки» .
В XVII веке сформировались основные типы русских супов и появились неведомые прежде рассольники и их предшественники — похмелки и кальи. После присоединения Астраханского и Казанского ханств на Руси в XVII веке научились готовить изначально татарскую лапшу и супы с ней. Поначалу лапшу для супов нарезали не только привычной ныне соломкой, но и квадратиками, ромбиками и звездочками, как современные макаронные изделия, а также рвали раскатанное тесто на куски неправильной формы, и за такими изделиями некоторое время сохранялось татарское название «токмачи».
Позаимствованное через немцев из французского или других западноевропейских языков слово «суп» фиксируется в русском языке с начала XVIII века и окончательно утвердилось к концу века. Как следует из записок Б. И. Куракина, первоначально слово звучало как «суппе» и «суппа» и было женского рода, как в немецком языке (Suppe). С появления иностранного термина из русской кулинарной терминологии постепенно исчезли слова «похлёбка», «ушное» и «калья». Против замены родного слова «похлёбка» на чужеземное «суп» выступал поэт А. П. Сумароков: «Безмозглым кажется язык российский туп: Похлёбка ли вкусняй, или вкусняе суп?». В XVIII—XX веках русская кухня пополнилась западноевропейскими прозрачными, заправочными и пюрированными супами, отдав предпочтение, как и кухни Восточной Европы, заправочным супам. Во времена СССР, когда в советской кухне насчитывалось около 90 типов и несколько сотен вариантов супов, русскую суповую кухню обогатили жидкие блюда из кухонь братских народов, а некоторые овощные и крупяно-овощные супы произошли от разжиженных кашиц с овощной засыпкой или являются изобретением ресторанной кухни. Холодные супы в русской кухне произошли от народных блюд — редьки с квасом и тюри, но могут также иметь центральноазиатское происхождение.
По мнению культуролога А. В. Павловской, в XXI веке русская кухня дольше других хранит верность супам, хотя в современной России под влиянием как внешних, так и внутренних тенденций горожане легко отказываются от крестьянской суповой традиции.

### Типы супов
Ни одна национальная кухня не демонстрирует такое разнообразие супов, как русская. В. В. Похлёбкин выделяет семь основных групп: холодные супы на квасе (тюря, окрошка и ботвинья); похлёбки из овощей на воде; мясные, грибные и молочные супы; лапша; щи; рассольники и солянки на кисло-солёной основе; рыбные супы уха и калья и, наконец, супы на крупяной или крупяно-овощной основе. По подсчётам культуролога А. В. Павловской, Е. И. Молоховец в своём труде «Подарок молодым хозяйкам» 1861 года приводит 350 рецептов супов, включая скоромные, постные, вегетарианские, и 650 наименований принадлежностей к ним. В «Книге о вкусной и здоровой пище» 1955 года содержится 126 рецептов супов, включая детские и диетические.
Согласно словарю В. И. Даля, похлёбкой называется «всякая жидкая пища, которую хлебают, едят ложкою». С подачи В. В. Похлёбкина, в современной русской кулинарии похлёбками признают только лёгкие прозрачные жидкие кушанья на овощном отваре с овощами, крупами и бобовыми, без жиров и масел, а ресторанные названия «похлёбка мясная» или «похлёбка куриная» он считал недопустимыми. В истории русской кухни сохранились картофельная, луковая, чечевичная и брюквенная похлёбки, каждой из которых полагался определённый набор овощей и пряностей (главным образом, петрушка, укроп, сельдерей и чеснок), обеспечивавших особый аромат. Грибная похлёбка называлась грибницей, репяная — репницей. Жидкие, пустые похлёбки — болтушки (или болтунки) взбалтывали на муке или толокне, по этой семантической модели того, кто ведёт пустые разговоры, называют болтуном. Саламаты представляли собой пресные вскипячённые болтушки консистенции киселя или кашицы, которые ели с солью и маслом или салом. Затирухи и заварихи заправляли чесноком и прожаренной на масле или сале мукой. Кулеш, южнорусскую мучную или пшённую похлёбку с салом или растительным маслом, В. В. Похлёбкин относил к кашам. Исконно русские похлёбки ушли в прошлое, да и само слово имеет разговорное значение «очень невкусного, чересчур жидкого варева», а по русским пищевым канонам первое должно быть наваристым, густым и жирным. Знаменитая кулинарка Е. А. Авдеева в издании «Полной поваренной книги русской опытной хозяйки» 1875 года называет огуречной похлёбкой рассольник, приводит рецепт говяжьей похлёбки «а-ля минут», а также трёх похлёбок из субпродуктов в разделе «Стол для прислуги». У Е. И. Молоховец о похлёбках речи вообще нет, в современной русской кухне их часто маскируют под названиями «суп крестьянский» или «суп вегетарианский».
На протяжении тысячелетия, несмотря на времена и вкусы, щи сохранили за собой статус главного жидкого горячего блюда русской кухни, не зная социальных преград и существуя, по подсчётам В. В. Похлёбкина, в 24 вариантах, от «пустых» до «богатых». При всех региональных особенностях за счёт традиционного способа приготовления на говяжьем или грибном бульоне, исторически в русской печи, щи обладают неповторимым кисловатым вкусом и неистребимым ароматом, «щаным духом». Щи — гордость русской кухни, они не терпят сравнения с каким-нибудь капустным супом, идеальными раньше считались густые щи, в которых «ложка стоит», или щи с горкой из возвышающегося в тарелке куска мяса. Обязательным компонентом щей, отвечающим за их кислинку, выступает белокочанная капуста: в летне-осенний период — свежая, в зимне-весенний — квашеная. В весенние зелёные щи вместо капусты кладут кислые щавель со шпинатом или крапиву, репяные щи с брюквой приправляют капустным рассолом, яблочным разваром и забеливают сметаной. До появления картофеля в щи для плотности вводили мучную заправку, а ныне она сохранилась лишь в ленивых щах. Для правильных щей также необходимы коренья (морковь и корень петрушки) и пряная заправа из лука, сельдерея, чеснока, укропа, перца и лаврового листа. Готовым щам требуется время настояться, суточные щи готовят накануне. За столом щи заправляют сметаной и едят обычно со ржаным хлебом, Е. И. Молоховец рекомендовала подавать ко щам гречневую кашу, блинчатые пироги, пирожки и пончики с мясом и ватрушки с творогом. Щи считаются в русской кухне более древним блюдом, чем борщ. О красной свёкле на Руси узнали в XI—XIII веках, тогда она была ещё кормовой, низкого качества и малопригодна в пищу, столовые сорта свёклы с более нежными корнеплодами появились в XVI—XVII веках.
Современная уха, по сведениям В. В. Похлёбкина, насчитывает 18 видов. Знаменитая уха из стерляди, занесённой в Красную книгу, сохранилась только в произведениях русской литературы и старинных кулинарных книгах. На севере России варят соловецкую уху на молоке с маслом, на юге — ростовскую с помидорами, рыбацкую уху приправляют водкой, щепоткой золы, сухими грибами, крапивой, черемшой, чабрецом, толчёным с солью чесноком. Заимствованный из татарской кухни суп-лапша после соответствующей адаптации в русской кухне значится в трёх основных видах: лапша куриная, лапша грибная и лапша молочная. Домашнюю лапшу для всех трёх видов замешивают обычно на пшеничной муке или в смеси с гречневой, раскатывают в тонкий пласт, нарезают узенькими полосками от скрученного рулоном теста и закладывают в суп подсушенной. Лапшу на курином бульоне приправляют специями и пряной зеленью, на грибном — ещё и забеливают сметаной, а лапшу для молочного супа предварительно отваривают до полуготовности в воде и в конце варки заправляют сливками. Большинство классических холодных супов русской кухни готовят на квасе и свекольном отваре, в гарнире почти обязательно присутствуют свежие огурцы, растёртый с солью зелёный лук, укроп, сметана и варёные яйца, отдельно часто подают лёд.

## Вторые блюда

### Мясные блюда
В русской профессиональной кухне используются различные виды мяса домашних животных таких как свинина, говядина, баранина, домашняя птица, а также дичь (кабанина, лосятина, дикая утка, заяц). Широко распространены в русской кухне как блюда из измельчённого мяса и мясных субпродуктов — различные разновидности котлет, биточков, колбас (например: пожарские котлеты, говядина по-строгановски, говяжьи рубцы, печень по-строгановски), так и мясные блюда, приготовленные из целого животного или его части (например, буженина, гусь фаршированный, бараний бок с кашей). Крайне популярны в русской кухне разнообразные пироги с мясной начинкой, пельмени и вареники. Также, в различном виде в русской кухне употребляется сало. Религиозные запреты на употребление тех или иных видов мяса отсутствуют, временное воздержание от мясной пищи регламентируется церковным календарём.
- Пожарская котлета с картофельным пюре
- Бефстроганов с картофельным пюре

### Рыбные блюда
В Древней Руси с её обширными бассейнами крупных рек разнообразная пресноводная рыба всегда занимала значительное место в питании населения. Роль рыбных блюд в русской кухне ещё более возросла после крещения Руси и введения постов. Рыбу разрешалось есть в период многих постов, блюда из неё считались полупостными, поэтому рыбные блюда появлялись на русском столе чаще мясных. Рыбаки в Древней Руси именовались ловцами, а торговцы рыбой — рыбаками. Рыбная ловля, имевшая в хозяйстве Московского государства важное значение, регламентировалась целой системой правовых норм. Рыбными промыслами часто владели монастыри, на них использовался артельный метод. Простой народ ел рыбу из местных водоёмов, для феодальной и духовной знати привозную рыбу доставляли с Белого, Каспийского и частично Азовского морей. В «Домострое» упоминается 25 видов рыб для приготовления кушаний, русский рыбный стол производил большое впечатление на иностранцев, которые удивлялись и размерам рыб, и количеству подаваемых рыбных блюд. Морская рыба вошла в обиход в России после освоения берега Северного моря и получила распространение в XVIII веке. Пётр I уделял большое внимание добыче морской рыбы и в 1721 году издал указ о передаче морских промыслов купечеству в вольное производство «для желаемой пользы и умножения торговли у города Архангельского и в Кольском порте от рыбных промыслов сала китового, моржового, трески рыбы и иных морских зверей». К треске, зубатке, палтусу и другой морской рыбе русские привыкали долго, и вплоть до конца XIX за северными поморами сохранялось презрительное прозвище «трескоеды». В русскую ресторанную кухню блюда из морской рыбы проникали под французскими названиями: «лабардан огратен» (треска запечённая) и «тюрбо миньер» (камбала с лимоном).
Рыбный стол русской знати отличался большим разнообразием. В письменных памятниках XVI—XVII веков упоминаются стерлядь, белуга, осетр, белорыбица, сиги, лодога, лосось, налим (мень), щука, судак, лещ, язь, сырть, голец, окунь, линь, плотва, снетки, корюшка (вандыши), караси. Рыбу также определяли по месту ловли: сельди переславские, лосось карельский, осетрина шехонская, щуки мелкие поставские. Старорусская кулинария разработала забытую ныне обширную терминологию для частей рыбы: схаб (рёбра, грудинка), тёша (брюшная часть), огнево (жирное мясо у плавников, особое лакомство), прут (вязига); пупок (средняя часть от головы до хвоста без спинки), пласт (филе). Из распространённых в старину и утраченных ныне особых способов приготовления рыбы известны печёная и верчёная рыба. Печёную рыбу сначала пропекали на горячем поду русской печи, затем подсушивали на решётке из лучины и подавали остывшей. Верчёную щуку, стерлядь или осетрину готовили на углях, возможно, предварительно вымочив в квасе. Для консервирования рыбы применялись засол сухой и бочёночный, вяление (провесная и вяленая рыба) и копчение. Отдельное место в русской кухне занимали рыбные блюда из щуки. Её длинное туловище почти без плавников на спине и малокостистая мякоть обусловили широкое применение щуки для фарширования и приготовления тельного. Из живой щуки варили уху, вяленую щуку подавали на закуску и гарнир к ботвинье, из свежезасоленной щуки готовили особые «разсольные блюда» и щучину.
В современной русской кухне рыбные блюда унаследованы из далёкого прошлого, позаимствованы у других народов или созданы профессионалами. Русская кухня применяет разнообразные способы кулинарной обработки рыбы в зависимости от её использования, размера и способа заготовки: рыбу выдерживают на пару, отваривают, припускают, тушат и жарят в масле. Наиболее характерным способом приготовления рыбы в русской кухне является запекание под соусом. Рыбу запекают сырой, жареной и припущенной, с гречневой кашей, картофелем, капустой, грибами. Перед запеканием сырую рыбу заливают белым соусом, паровым или молочным — отварную и припущенную, сметанным или томатным — жареную.

## Пироги и пирожки
Русская кухня отличается разнообразием пирогов, под которыми в русской гастрономической культуре понимают любое печёное изделие из раскатанного теста с начинкой. Пирог — праздничное выпечное изделие, его приготавливают для пира. Для русских народных говоров характерны названия пирогов по их начинке: капустники, рыбники, картофники, луковники, морковники, грибники и ягодники.

## Десерты
Из десертов известны сладкие мучные изделия: калачи, пряники, коврижки, также варенья и мёд.
Традиционным десертом русской кухни являются печёные яблоки и другие печёные фрукты и ягоды.
Специфически русские виды сластей, ныне совсем забытые:
- Овощи (морковь и огурцы), сваренные в меду, но не на открытом огне, а на водяной бане. Готовый продукт («русские цукаты») делался прозрачным и сохранял несколько упругую консистенцию.
- Толчёные ягоды (калина, рябина, малина), высушенные в натопленной печи в виде лепёшек — «пастила». Употреблялись как заедки к напиткам, отчасти — как средства народной медицины против простудных заболеваний и авитаминоза.
- Высушенные в русской печи кусочки моркови или свёклы — «парёнки».
- Измельчённая сушёная редька (арбуз[источник не указан 1170 дней], вишня), заваренная в белой патоке со специями — мазюня.

- Тульский пряник
- Памятник муромскому калачу
- Архангельские пряники — козули
- Пастила

## Напитки
Согласно специалисту в области кулинарии народов СССР В. Похлёбкину, историческими национальными напитками можно назвать сбитень, квасы (к XV веку на Руси существовало более 500 сортов кваса), питный мёд, морс, взвар (компот), сыта, кислый зерновой кисель, березовица, копорский чай.

### Алкогольные напитки
Изготовление и употребление на Руси напитков, содержащих алкоголь, имеет давнюю историю. Однако миф о пьянстве русских не имеет под собой никаких оснований: наиболее распространены были напитки слабой крепости, а готовились они обычно на основные праздники.
Известны такие алкоголесодержащие напитки, как пиво, медовуха, брага, квас, однако по известным данным крепостью они были не больше 6 % об..
К концу XIX века домашнее пивоварение было слабо развито, а крепость наиболее распространённых сортов кваса редко превышала 1 градус.

## Ритуальные блюда
Многие блюда в русской кухне имеют в том числе ритуальное происхождение и значение, например:
- курник (свадьба),
- кутья (Рождество/Коляда, поминки),
- блины (Масленица),
- кулич или паска, пасха (Пасха),
- яичница (Троица, День Жён-мироносиц),
- холодник и овсяный кисель (поминальные дни, Иван Купала,
- кишки чиненые (Щедрый вечер, Овсень/Маланья).

У восточных и западных славян кутью обязательно варят в кануны Рождества, Нового года и Крещения, так что в Полесье сами праздники-кануны называются Кутья, или Бедная кутья (перед Рождеством), Богатая кутья (перед Новым годом), Голодная (Водяная) кутья (перед Крещением), у русских «кутейником» называют Рождественский сочельник.
Блины были поминальным блюдом на похоронах, тризнах и в церковные дни поминовения усопших «от Адама доднесь». В XIX веке блины превратились в традиционное масленичное блюдо.

## Ресторанная кухня
Некоторые блюда имеют авторское происхождение: бефстроганов, оливье, мясо по-французски, пожарские котлеты, котлета по-киевски.
Последние годы многие российские шеф-повара и гастрономические журналисты заявляют о необходимости эволюции русской кухни — введении в ресторанах и на пищевых производствах новых блюд, кулинарных технологий и ноу-хау. Сторонники новой русской кухни: Анатолий Комм, Дмитрий Шуршаков, Игорь Шурупов, Владимир Мухин, Андрей Рывкин и другие.

## Кухонная утварь
Большинство блюд русской кухни готовятся в печи, для чего используются горшки и чугунки, для тушения мяса птицы используются чугунки особой формы — утятницы (латки) или гусятницы.
Применялись в русской печи сковороды либо со съёмной ручкой, либо без неё. Для установки в печь и извлечения сковород использовали чапельник (или сковородник), для горшков и чугунков — ухват, для извлечения хлеба, выпекаемого в русской печи, использовали садник, в форме деревянной лопаты.
Традиционной посудой являются миски и деревянные ложки. Для приготовления чая традиционно используется самовар (появился в XVIII веке).